# Gozdowo (gmina)
Pour les articles homonymes, voir Gozdowo.
Gozdowo est une gmina rurale (gmina wiejska) de la powiat de Sierpc, dans la Voïvodie de Mazovie, dans le centre-est de la Pologne.
Son siège administratif (chef-lieu) est le village de Gozdowo, qui se situe environ 18 kilomètres au sud de Sierpc (siège de la powiat) et 106 kilomètres au sud-ouest de Varsovie (capitale de la Pologne).
La gmina couvre une superficie de 126,7 km2 pour une population de 6 041 habitants en 2006.

## Histoire
De 1975 à 1998, la gmina est attachée administrativement à la voïvodie de Płock.

Depuis 1999, elle fait partie de la voïvodie de Mazovie.

## Géographie
La gmina inclut les villages et localités de :

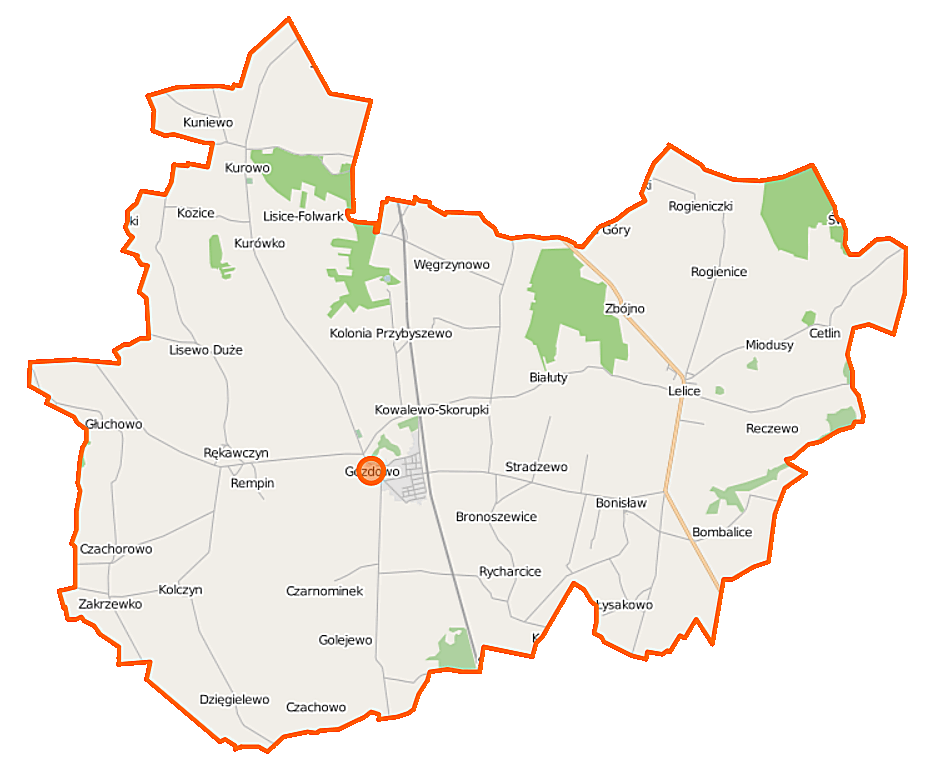
Plan de la gmina

- Antoniewo
- Białuty
- Bombalice
- Bonisław
- Bronoszewice
- Cetlin
- Czachorowo
- Czachowo
- Czarnominek
- Dzięgielewo
- Głuchowo
- Gnaty
- Golejewo
- Gozdowo
- Kolczyn
- Kowalewo Podborne
- Kowalewo-Boguszyce
- Kowalewo-Skorupki
- Kozice
- Kuniewo
- Kurówko
- Kurowo
- Lelice
- Lisewo Duże
- Lisewo Małe
- Lisice-Folwark
- Łysakowo
- Miodusy
- Ostrowy
- Reczewo
- Rękawczyn
- Rempin
- Rogienice
- Rogieniczki
- Rycharcice
- Smorzewo
- Stradzewo
- Węgrzynowo
- Zakrzewko
- Zbójno

### Gminy voisines
La gmina de Gozdowo est voisine des gminy suivantes :
- Bielsk
- Brudzeń Duży
- Mochowo
- Sierpc
- Stara Biała
- Zawidz

## Structure du terrain
D'après les données de 2002, la superficie de la commune de Gozdowo est de 126,7 km2, répartis comme telle :
- terres agricoles : 83 %
- forêts : 10 %

La commune représente 14,86 % de la superficie du powiat.

## Démographie
Données du 30 juin 2004 :
| Description        | Total  | Total | Femmes | Femmes | Hommes | Hommes |
| ------------------ | ------ | ----- | ------ | ------ | ------ | ------ |
| Unité              | Nombre | %     | Nombre | %      | Nombre | %      |
| Population         | 6 083  | 100   | 3 064  | 50,4   | 3 019  | 49,6   |
| Densité (hab./km²) | 48     | 48    | 24,2   | 24,2   | 23,8   | 23,8   |